# スマート・＃3
スマート・#3（スマート ハッシュタグ3）は、メルセデス・ベンツ・グループと吉利汽車の合弁会社であるスマート・オートモービルが開発・製造した、バッテリー電気のコンパクトクロスオーバーSUVである。同社が製造した2種類目の車両である。
スマート・#3は、2023年4月17日に上海モーターショーで初公開された。欧州では2023年9月のドイツ国際モーターショーで初公開され、2024年初頭に販売が開始された。

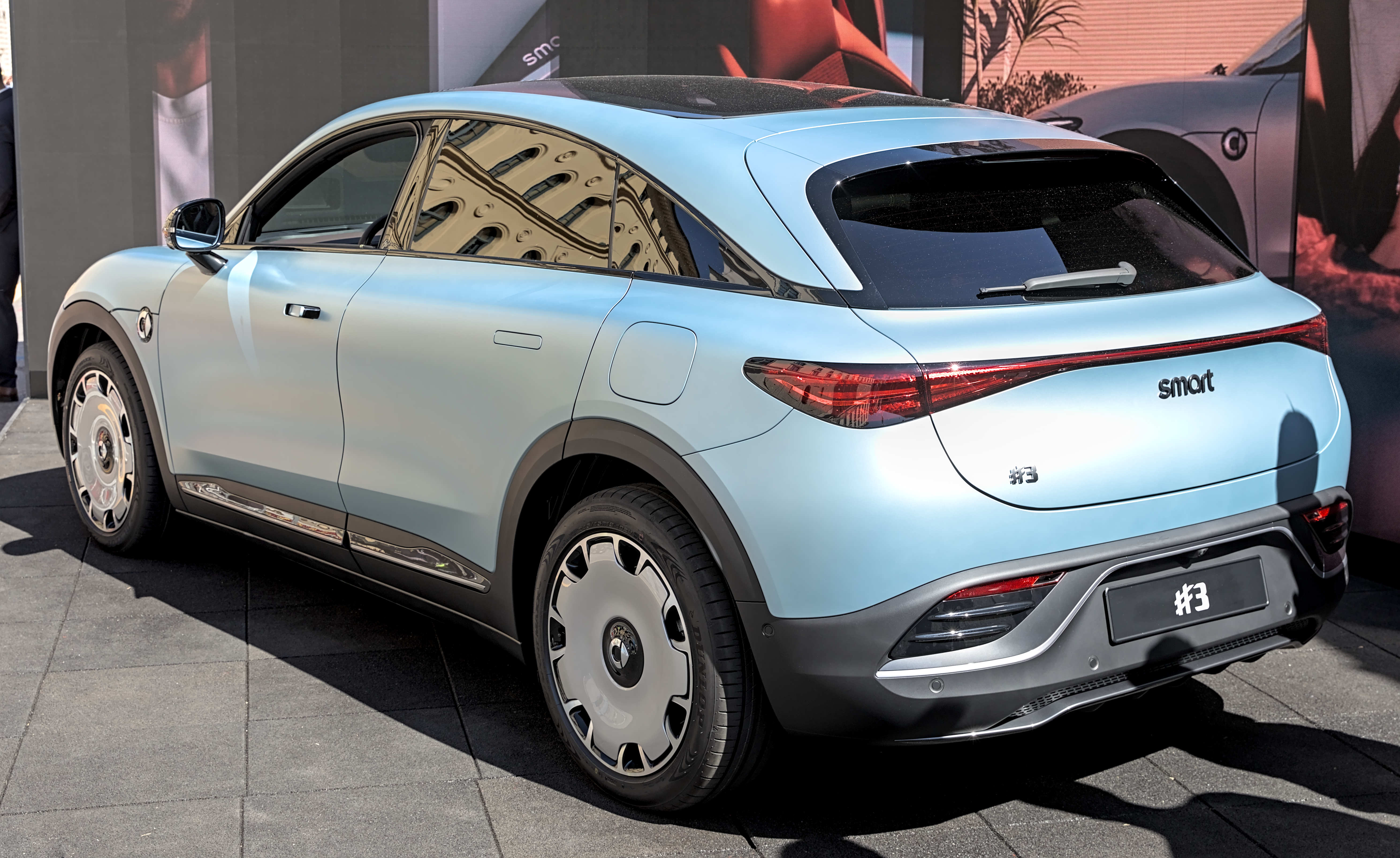
リア
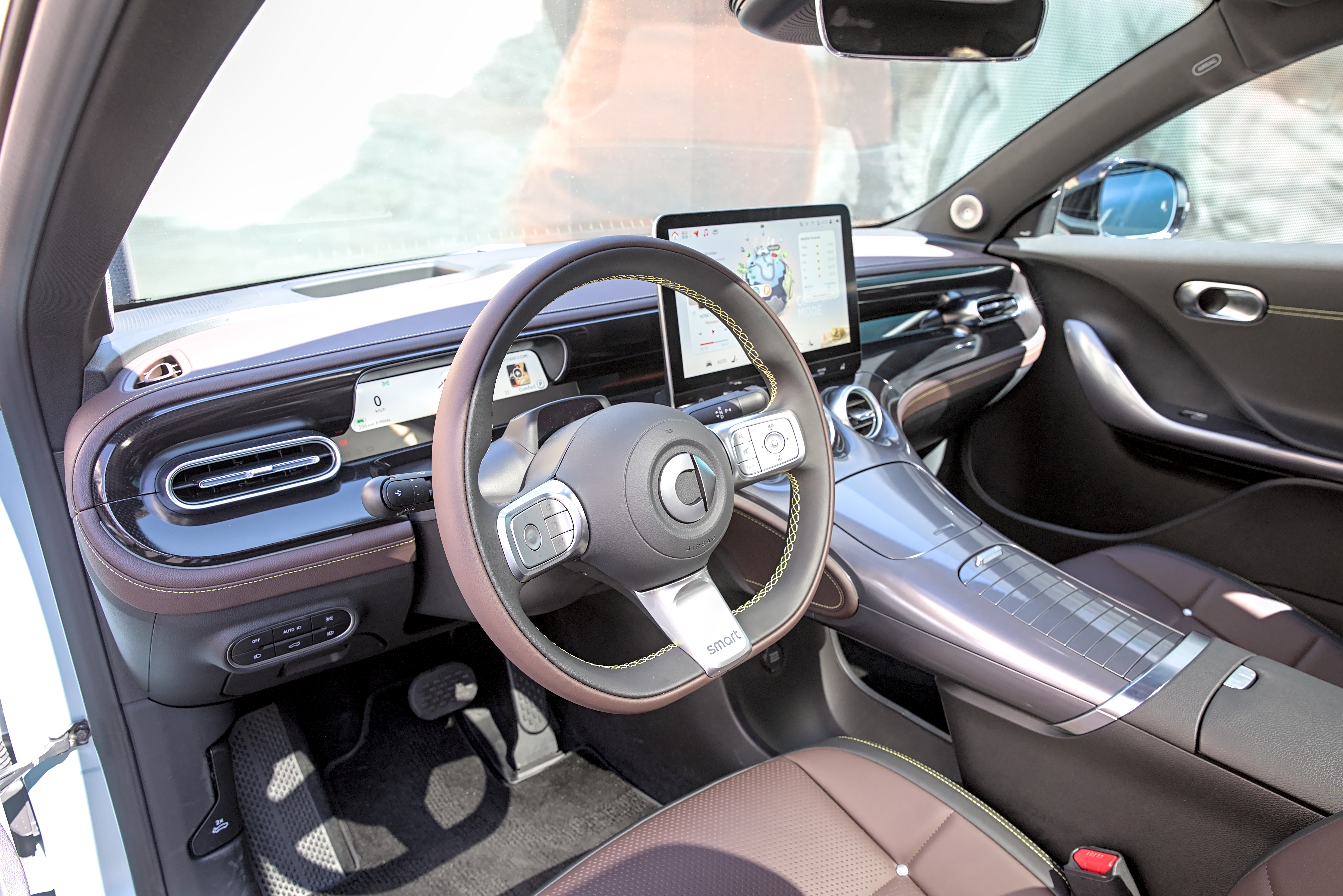
インテリア
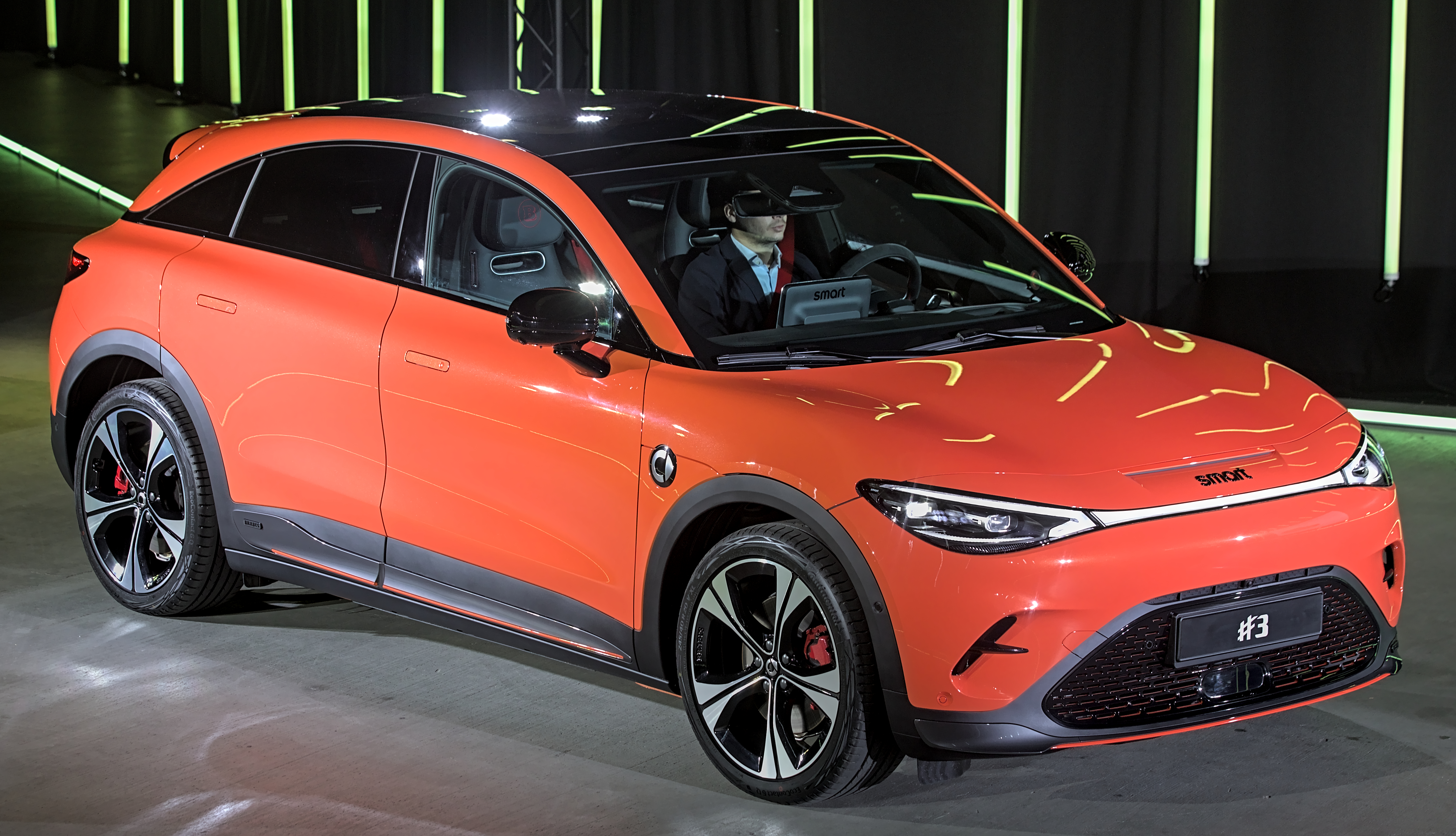
スマート #3 ブラバス
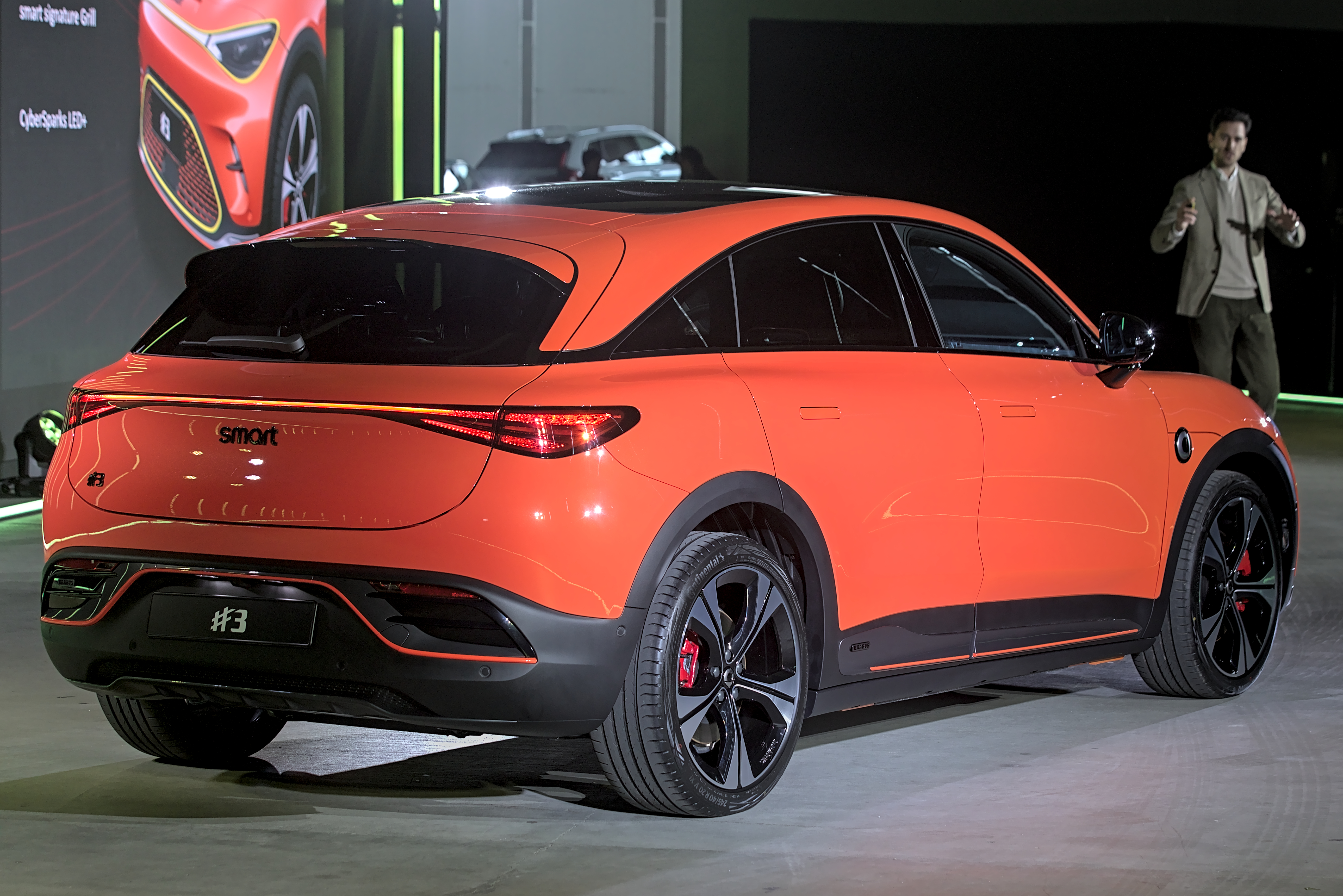
リア (ブラバス)